# Ragazzi di Via Meda
Ragazzi di Via Meda è stato il nome di un progetto musicale italiano, durato lo spazio di due stagioni, che prese il nome dalla sede milanese della loro casa discografica, la Fonit Cetra. Concepito come fucina di giovani artisti in cerca di affermazione, il gruppo pubblicò il primo album nel 1992, intitolato con il nome stesso del progetto, in cui tra gli altri fece il suo esordio anche Alex Britti, che però non prese poi parte all'album seguente. I Ragazzi di Via Meda accompagnarono Mietta al Festival di Sanremo 1993 con il brano Figli di chi, scritto dalla stessa Mietta insieme a Nek, Giuseppe Isgrò e Antonello de Sanctis, nel cui testo si denunciano le difficoltà dei giovani fra droga, violenza e conflitti generazionali: il brano si classificò al 6º posto.
I componenti dell'ensemble vocale, in questa occasione, furono: Sergio Laccone, Danilo Amerio, Ricky Palazzolo, Patrizio Martucci, Andrea Plebani e il duo Bambini in Bikini, composto da Andrea Mazzali e Roberto Molinari. Per Laccone e Palazzolo fu un ritorno al Festival dopo una precedente partecipazione, rispettivamente nel 1990 con Sbandamenti e nel 1987 con In volo nel futuro. Danilo Amerio prenderà parte al Festival negli anni seguenti, prima nel 1994 con Quelli come noi, quindi nel 1995 con Bisogno d'amore.
In occasione del Festival fu pubblicato l'album intitolato Mietta e i Ragazzi di Via Meda, contenente Figli di chi e altri brani interpretati dai singoli componenti, ai quali si aggiunsero altri cantanti non presenti al Festival, insieme a Cliò e Nek, entrambi presenti a Sanremo nella categoria Nuove Proposte, rispettivamente con Non dire mai e In te (il figlio che non vuoi) (terza classificata). I due, per ovvi motivi regolamentari, non presero parte all'esecuzione del brano con Mietta. Il brano di Cliò è contenuto nell'album citato, mentre Nek è presente con due brani diversi da quello proposto a Sanremo.